# Haplophthalmus abbreviatus
Haplophthalmus abbreviatus är en kräftdjursart som beskrevs av Karl Wilhelm Verhoeff1928. Haplophthalmus abbreviatus ingår i släktet Haplophthalmus och familjen Trichoniscidae. IUCN kategoriserar arten globalt som sårbar.

## Underarter
Arten delas in i följande underarter:
- H. a. aenariensis
- H. a. abbreviatus